# Suseni (Argeș)
Pour les articles homonymes, voir Suseni.
Suseni est une commune roumaine située dans le județ d'Argeș.